# Skeppsvarvsfluga
Skeppsvarvsfluga (Lymexylon navale) är en insekt som tillhör skalbaggsfamiljen varvsflugor. Den är en av de tre arter varvsflugor som förekommer i Europa och en av två som hittats i Sverige. Sitt namn har den fått efter att den förr kunde hittas vid skeppsvarv och efter att den till sitt utseendet inte riktigt ser ut som en typisk skalbagge med sin långa smala kropp och mjuka täckvingar. 
Den fullbildade insekten, imagon, är 7–16 millimeter lång och roströd i färgen, undantaget på huvudet och täckvingarnas spetsar som kan vara svarta. Kroppen har en tydlig behåring och benen och antennerna är för en varvsfluga relativt långa. Hanarna kännetecknas av förekomsten av ett speciellt buskformigt bihang på palperna.
Larverna lever på ek. Som värdträd föredras grova, gamla ekar med solexponerad ved. Att skalbaggen förr hittades vid skeppsvarv berodde på att det ektimmer som lagrades där passande för larvutvecklingen.